# اقتصاد إسرائيل
اقتصاد إسرائيل هو اقتصاد اشتراكي. اعتبارًا من 2012، أحتلت إسرائيل المرتبة 16 بين 187 دولة على مؤشر التنمية البشرية للأمم المتحدة، الأمر الذي يضعها في فئة «متطورة للغاية».
تشمل القطاعات الاقتصادية الرئيسية المنتجات التكنولوجيا الفائقة، المنجات المعدنية والمعدات الالكترونية والأجهزة الطبية الحيوية، والمنتجات الزراعية، والأغذية المصنعة، والمواد الكيميائية، ومعدات النقل؛ صناعة الماس الإسرائيلية واحدة من المراكز العالمية لقطع الماس والتلميع. ولفقرها نسبيًا بالموارد الطبيعية، تعتمد إسرائيل على واردات النفط والمواد الخام والقمح والسيارات والماس غير المصقول ومدخلات الإنتاج، على الرغم من الاعتماد الكلي تقريبا في البلاد على واردات الطاقة قد تتغير مع الاكتشافات الحديثة لاحتياطيات الغاز الطبيعي الكبيرة قبالة سواحلها. إسرائيل تنشط في مجال البرمجيات والاتصالات وأشباه الموصلات المتطورة. التركيز العالي على الصناعات ذات التقنية العالية في إسرائيل، والتي تدعمها صناعة رأس المال الاستثماري القوي، أطلق عليه اسم "وادي السيليكون الإسرائيلي"، والذي يعتبر الثاني من حيث الأهمية فقط لنظيرتها في كاليفورنيا. أكتسبت العديد شركات إسرائيلية من قبل الشركات العالمية لموظفيها ذوات الجودة العالية والموثوق بهم. كانت إسرائيل الوجهة لأول استثمار لبيركشاير هاثاواي خارج الولايات المتحدة عندما قامت بشراء إيسكار لشغل المعادن، وكأول مركز للبحث والتطوير خارج الولايات المتحدة للشركات بما في ذلك إنتل، ومايكروسوفت، وأبل. أقطاب رجال الأعمال الأميركيين والمستثمرين أمثال بيل غيتس، ووارن بافيت، ودونالد ترامب أشادو بالاقتصاد الإسرائيلي ولكل رجل أعمال استثمارته المكثفة في العديد من الصناعات الإسرائيلية التي تشمل العقارات، والتكنولوجيا الفائقة، والتصنيع بجانب أنشطتهم التجارية التقليدية والاستثمارات في الولايات المتحدة الأمريكية. إسرائيل هي أيضا وجهة سياحية رئيسية، مع 3.5 مليون سائح أجنبي زاروها في عام 2012.
في سبتمبر 2010، دعيت إسرائيل للانضمام إلى منظمة التعاون الاقتصادي والتنمية. ووقعت أيضًا اتفاقات للتجارة الحرة مع الاتحاد الأوروبي، والولايات المتحدة، والرابطة الأوروبية للتجارة الحرة، وتركيا، والمكسيك، وكندا، والأردن، ومصر، وفي 18 ديسمبر 2007 أصبحت أول دولة من خارج أمريكا اللاتينية توقع اتفاقية تجارة حرة مع كتلة ميركوسور التجارية.وتبلغ ميزانية إسرائيل لعام 2017 96 مليار دولار

## مراحل هامة في تاريخ اقتصاد إسرائيل
1. فترة التقشف والتأسيس (1949 – 1954)، وتميزت هذه الفترة التي كان مهندسها "دافيد بن جوريون"، ومن أولوياتها:
  1. استيعاب المهاجرين.
  2. بناء جيش عصري.
  3. بناء مؤسسات الدولة التعليمية والصحية.
2. فترة النمو السريع (1954 – 1972)، تدفق رأس المال الأجنبي من ألمانيا، وزيادة الهجرة والأيدي العاملة، عوامل ساعدت على نمو سريع. وكان معدل نمو الناتج القومي 2%، وأصبح 17%. ومعدل الاستهلاك الشخصي 9%. وأدت إلى انتهاء النمو الزراعي الكبير، ودخول النمو الصناعي.
3. فترة الكساد والتضخم: (1973- 1985)، كان السبب الرئيسي في التضخم هو انتهاء مفعول العوامل الثلاثة المهمة (المساعدات الخارجية، ومشاريع البنية التحتية، والبيروقراطية العقلانية التي منعت التشوهات الجزئية في الاقتصاد من التأثير على الانجازات الكلية). وتراجع النمو بمعدلات عالية عن الفترة السابقة، وارتفع التضخم المالي، وارتفعت الأسعار، كنتيجة للتكاليف الباهظة لحرب 1973 م، وارتفاع أسعار النفط، وتسبب ذلك بعجز كبير بالميزانية، وميزان المدفوعات الحكومي التجاري.
4. فترة الإصلاح الاقتصادي (1985- 1989)، استمر الكساد منذ منتصف السبعينات حتى الثمانينات، وتفاقم مع حكم حزب الليكود؛ حيث ارتفع العجز بالميزان التجاري، وارتفعت الأسعار وحتى كاد ينهار الاقتصاد، ثم ساعدت أمريكا بإنقاذ الاقتصاد الإسرائيلي؛ حيث منحت إسرائيل مليار ونصف المليار دولار، ثم تشكلت حكومة وحدة وطنية (من العمل والليكود، في 1\7\1985)، وتبنت برنامج الإصلاح الذي شمل على ثلاث نقاط، وهي:
  1. خفض الإنفاق الحكومي.
  2. قبول الهستدروت خفض أجور العمال الحقيقية.
  3. قبول الشركات الرأسمالية خفض الأرباح، حيث تم فرض ضرائب على الذين يعملون لحسابهم، وكذلك خفض ميزانية الجيش من خلال سحب جزء منه من جنوب لبنان، حقق هذا البرنامج نجاحًا كبيرًا؛ حيث بلغ معدل ارتفاع الأسعار السنوي 195%، وانخفض إلى 18% في عامي 86 -90، وتراجع العجز بميزان الحكومة إلى 2%، ولكن مع سياسة الحكومة النقدية والانتفاضة؛ توقف الانتعاش وأربك الاقتصاد مرة ثانية.
5. فترة نمو التسعينات: العملية السلمية والهجرة والعولمة

بعد سنوات من خطة الإصلاح تم حل مشكلة التضخم ثم الخصخصة وتقليص حجم القطاع العام والانفتاح على السوق العالمي عن طريق خفض القيود على حرية البضائع من إسرائيل. وتميزت فترة التسعينات بعاملين هامين:
1. موجة الهجرة الروسية إلى إسرائيل: ما يزيد عن مليون مهاجر. أدى إلى تراكم مادي ومالي بفائدة منخفضة جدًا، مكن إسرائيل من استيعاب المهاجرين. كذلك اختلاف الهجرة نوعاً وكما حيث كانوا من ذوي الثقافة والمستوى العلمي المتقدم؛ ما رفع حجم الرأسمال البشري.
2. العملية السلمية: من مدريد إلى أوسلو إلى اتفاقية وادي عربة مع الأردن. شكلت هذه المحطات السلمية فرصة تاريخية لإسرائيل مكنتها من الدخول إلى الأسواق العالمية، خاصة التي كانت تقاطع إسرائيل اقتصاديًا؛ فقد رفعت المقاطعة الاقتصادية عن إسرائيل، وساعدت العلاقات الدبلوماسية الحسنة وأجواء الاستقرار، التي نشأت مع هذه الأجواء على زيادة مستوى التصدير والاستثمار الإسرائيلي بالخارج والاستثمار الأجنبي في إسرائيل.[27]

## نظرة مستقبلية على الاقتصاد الإسرائيلي
كل الدراسات حول الاقتصاد الإسرائيلي تشير إلى بناء التركيب البنيوي للاقتصاد المذكور واتجاهات النمو السابقة ستعمل على الإبقاء الأزمات الاقتصادية الإسرائيلية المشار إليها ملازمة للاقتصاد الإسرائيلي في المدى المنظور، رغم وجود الإمكانيات في الحد من حجم البطالة عبر فتح قنوات لاجتذاب مزيد من قوة العمل من خلال القدرة على الاستثمار في قطاعات اقتصادية مختلفة في إطار الاقتصاد الإسرائيلي.
وقد تسعى الحكومات الإسرائيلية القادمة للاستفادة من المساعدات الأميركية الاقتصادية التي تصل قيمتها إلى نحو 1.2 مليار دولار أميركي سنويا إلى الحد من بعض الأزمات الاقتصادية وخاصة التضخم، بيد أنه من الصعوبة بمكان تراجع قيمة العجز التجاري خاصة مع دول الاتحاد الأوروبي، نظرا لأن الحكومات الإسرائيلية ستحاول رفع قيمة الواردات من السلع والخدمات لإبقاء عوامل الجذب المحلية، واستمالة مزيد من يهود العالم ودفعهم للهجرة باتجاه الأراضي الفلسطينية المحتلة في السنوات القادمة.
وفي الوقت نفسه ستعزز إسرائيل علاقاتها التجارية مع دول العالم ومحاولة زيادة صادراتها إلى بعض الدول في قارات أفريقيا وآسيا والكاريبي، وذلك بغية الحد من العجز التجاري مع دول الاتحاد الأوروبي.
ومؤخرا بسبب حربها مع غزة عقب عملية طوفان الأقصى في أكتوبر 2023 تكبدت إسرائيل عجزا في الميزانية بقيمة 22.9 مليار شيكل (ستة مليارات دولار) في أكتوبر، بحسب بيانات رسمية لوزارة المالية. 
وفي 9 فبراير 2024، خفضت وكالة "موديز إنفستورز سرفيس" تصنيف إصدارات حكومة إسرائيل بالعملتين المحلية والأجنبية إلى "A2" من "A1"، بنظرة مستقبلية "سلبية"، وأرجعت موديز ذلك إلى أن الصراع العسكري المستمر مع حماس وتداعياته وعواقبه الأوسع "تزيد بشكل ملموس المخاطر السياسية على إسرائيل، فضلاً عن إضعاف مؤسساتها التنفيذية والتشريعية وقوتها المالية في المستقبل المنظور".

## مزيد من القراءة
- Ben-Porath, Yoram ed. The Israeli Economy: Maturing through Crises. Cambridge, ماساتشوستس: Harvard University Press, 1986.
- Chill, Dan. The Arab Boycott of Israel: Economic Aggression and World Reaction. New York: Praeger, 1976.
- Kanovsky, Eliyahu. The Economy of the Israeli Kibbutz. Cambridge, MA: Harvard University Press, 1966.
- Klein, Michael. A Gemara of the Israel Economy. Cambridge, MA: National Bureau of Economic Research, 2005.
- Michaely, Michael. Foreign Trade Regimes and Economic Development: Israel. New York: National Bureau of Economic Research, 1975.
- Ram، Uri (2008). The Globalization of Israel: McWorld in Tel Aviv, Jihad in Jerusalem. New York: Routledge. {{استشهاد بكتاب}}: تجاهل المحلل الوسيط |الرقم المعياري= لأنه غير معروف، ويقترح استخدام |ردمك= (مساعدة)
- Seliktar، Ofira (2000)، "The Changing Political Economy of Israel: From Agricultural Pioneers to the "Silicon Valley" of the Middle East"، في Freedman، Robert (المحرر)، Israel’s First Fifty Years، Gainesville, فلوريدا: University of Florida Press، ص. 197–218.
- Senor, Dan  [لغات أخرى]‏ and Singer, Saul  [لغات أخرى]‏, أمة الشركات الناشئة: The Story of Israel's Economic Miracle, Hachette, New York (2009) ISBN 0-446-54146-X
- Rubner, Alex. The Economy of Israel: A Critical Account of the First Ten Years. New York: Frederick A Praeger, 1960.
- Aharoni، Sara؛ Aharoni، Meir (2005)، Industry & Economy in Israel، Israel books، مؤرشف من الأصل في 2016-03-03.
- Maman, Daniel and Rosenhek, Zeev. The Israeli Central Bank: Political Economy: Global Logics & Local Actors. Routledge, 2011.
- The Global Political Economy of Israel